# Marie (Alpes-Maritimes)
Pour les articles homonymes, voir Marie.
Marie-sur-Tinée redirige ici.
Marie est une commune française située dans le département des Alpes-Maritimes en région Provence-Alpes-Côte d'Azur.
Ses habitants sont appelés les Mariols. En provençal bas-alpin et dans la vallée de la Tinée on dit Mariò [ma.ˈrjɔ] et les habitants doivent être loui Mariol, puisque l'abbé Paul Testoris écrivant (en 1935) dans le dialecte du village parle de Morai (anagramme de Marìo) dont les habitants sont loui Moraiol. En langue italienne et niçoise (Georges Castellana), c'est Marìa.
La commune est parfois appelée Marie-sur-Tinée en raison du positionnement géographique de son territoire communal, bordé par la Tinée.

## Géographie

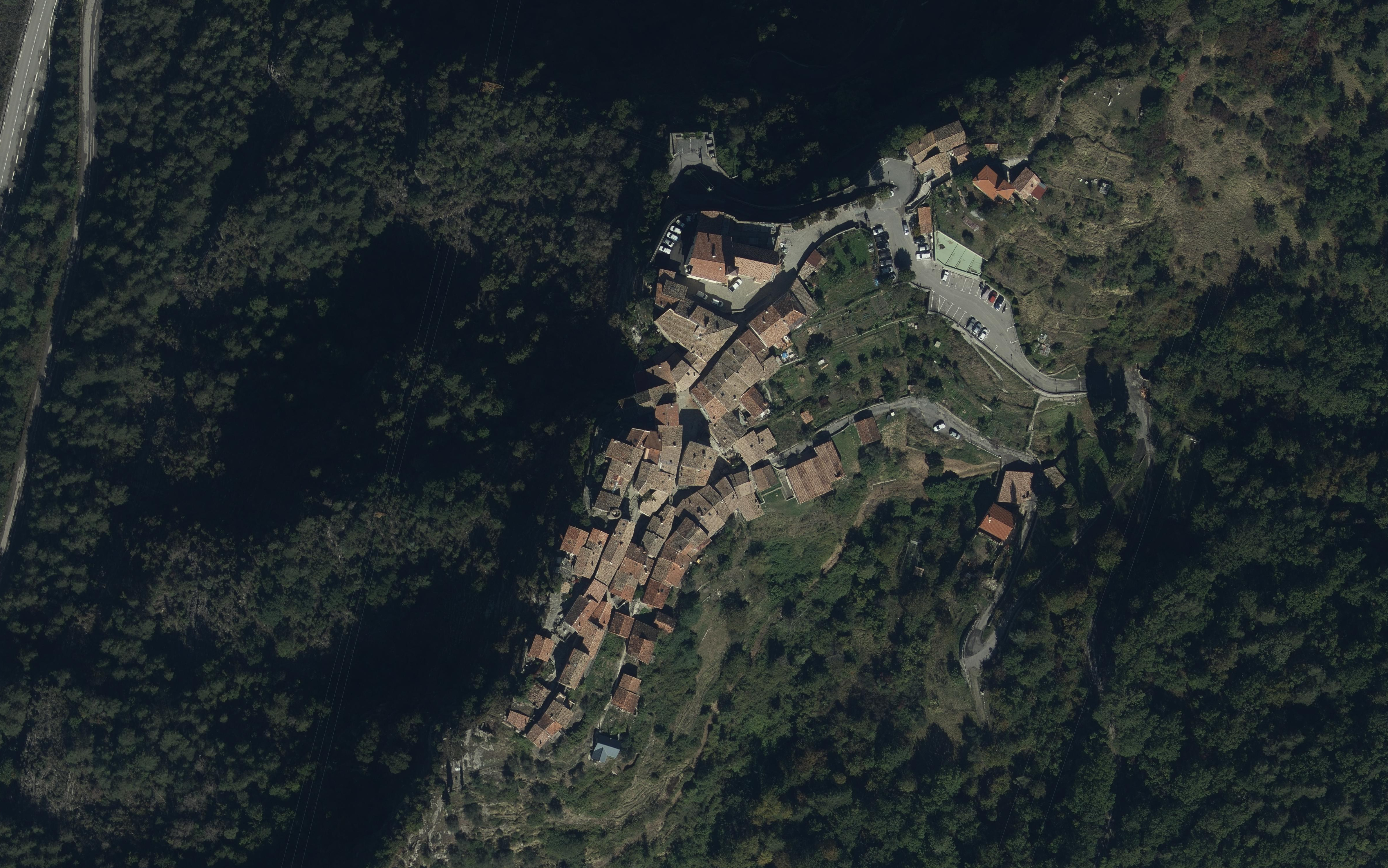
Vue aérienne, 2020.

### Localisation
Commune située dans la vallée de la Tinée, en rive gauche, à 9 km de Saint-Sauveur-sur-Tinée.

### Géologie et relief
Village perché dominant la Tinée, dans un paysage de montagnes boisées.
Reliefs : Massif du Gélas, Crête de Marie, Mont Viroulet, Vayre Gros.

### Catastrophes naturelles - Sismicité
Le 2 octobre 2020, de nombreux villages des diverses vallées des Alpes-Maritimes (Breil-sur-Roya, Fontan, Roquebillière, Saint-Martin-Vésubie, Tende...) sont fortement impactés par un « épisode méditerranéen » de grande ampleur. Certains hameaux sont restés inaccessibles jusqu'à plus d'une semaine après la catastrophe et l'électricité n'a été rétablie que vers le 20 octobre. L'arrêté du 7 octobre 2020 portant reconnaissance de l'état de catastrophe naturelle a identifié 55 communes, dont Marie, au titre des « Inondations et coulées de boue du 2 au 3 octobre 2020 ».
Commune située dans une zone de sismicité moyenne.

### Hydrographie et eaux souterraines
Cours d'eau sur la commune ou à son aval :
- rivière la Tinée ;
- vallons de bramafam, d'ullion, du moulin, de lambertisse, de la nouguière, de l'adoucet ;
- ravins de duina, de la médecine ;
- la vallière obscure.

### Climat
Pour des articles plus généraux, voir Climat de Provence-Alpes-Côte d'Azur et Climat des Alpes-Maritimes.
En 2010, le climat de la commune est de type climat méditerranéen altéré, selon une étude du Centre national de la recherche scientifique s'appuyant sur une série de données couvrant la période 1971-2000. En 2020, Météo-France publie une typologie des climats de la France métropolitaine dans laquelle la commune est exposée à un climat de montagne ou de marges de montagne et est dans la région climatique  Var, Alpes-Maritimes, caractérisée par une pluviométrie abondante en automne et en hiver (250 à 300 mm en automne), un très bon ensoleillement en été (fraction d’insolation > 75 %), un hiver doux (8 °C) et peu de brouillards. 
Pour la période 1971-2000, la température annuelle moyenne est de 12,5 °C, avec une amplitude thermique annuelle de 16,2 °C. Le cumul annuel moyen de précipitations est de 1 011 mm, avec 5,6 jours de précipitations en janvier et 6 jours en juillet. Pour la période 1991-2020, la température moyenne annuelle observée sur la station météorologique de Météo-France la plus proche, « Rimplas_sapc », sur la commune de Rimplas à 4 km à vol d'oiseau, est de 12,2 °C et le cumul annuel moyen de précipitations est de 908,8 mm. 
La température maximale relevée sur cette station est de 35,5 °C, atteinte le 23 août 2023 ; la température minimale est de −10,7 °C, atteinte le 27 février 2018,,. 
Les paramètres climatiques de la commune ont été estimés pour le milieu du siècle (2041-2070) selon différents scénarios d'émission de gaz à effet de serre à partir des nouvelles projections climatiques de référence DRIAS-2020. Ils sont consultables sur un site dédié publié par Météo-France en novembre 2022.

### Voies de communications et transports

#### Voies routières
Accès par la route nationale 202 depuis le pont de la Mescla, puis la départementale 2205.

#### Transports en commun
Transport en Provence-Alpes-Côte d'Azur
Commune desservie par le réseau Lignes d'Azur.

### Communes limitrophes
| Ilonse  | Valdeblore | Valdeblore, Venanson |
| Ilonse  | Marie      | Venanson             |
| Bairols | Clans      | Clans                |

## Histoire
La première apparition écrite date de 1066. Marie est alors un castrum voisin de Clans. Devenu communauté, le territoire fera partie des possessions des Grimaldi de Beuil. Il fut ensuite inféodé aux Baciloto en 1618, puis aux Capris en 1683, aux Orciéro en 1700 et enfin aux Lovera di Maria depuis 1722.

## Politique et administration
| Période | Période  | Identité        | Étiquette | Qualité       |
| ------- | -------- | --------------- | --------- | ------------- |
| 1925    | 1945     | Romain Testoris |           |               |
| 1945    | 1951     | Rosé Bottazi    |           |               |
| 1951    | 1965     | Victor Isnard   |           |               |
| 1965    | 1983     | Raoul Andrau    |           |               |
| 1983    | 1989     | Ernest Botazzi  |           |               |
| 1989    | 2001     | Daniel Antoine  |           |               |
| 2001    | 2009     | René Otto-Bruc  | DVD       | Officier      |
| 2010    | En cours | Gérard Steppel  | DVD       | Fonctionnaire |

### Budget et fiscalité 2019
En 2019, le budget de la commune était constitué ainsi :
- total des produits de fonctionnement : 217 000 €, soit 2 032 € par habitant ;
- total des charges de fonctionnement : 104 000 €, soit 975 € par habitant ;
- total des ressources d'investissement : 40 000 €, soit 377 € par habitant ;
- total des emplois d'investissement : 61 000 €, soit 556 € par habitant ;
- endettement : 2 000 €, soit 19 € par habitant.

Avec les taux de fiscalité suivants :
- taxe d'habitation : 7,28 % ;
- taxe foncière sur les propriétés bâties : 21,25 % ;
- taxe foncière sur les propriétés non bâties : 27,24 % ;
- taxe additionnelle à la taxe foncière sur les propriétés non bâties : 0,00 % ;
- cotisation foncière des entreprises : 0,00 %.

Chiffres clés Revenus et pauvreté des ménages en 2017 : médiane en 2017 du revenu disponible, par unité de consommation.

### Intercommunalité
Commune membre de la Métropole Nice Côte d'Azur.

## Urbanisme

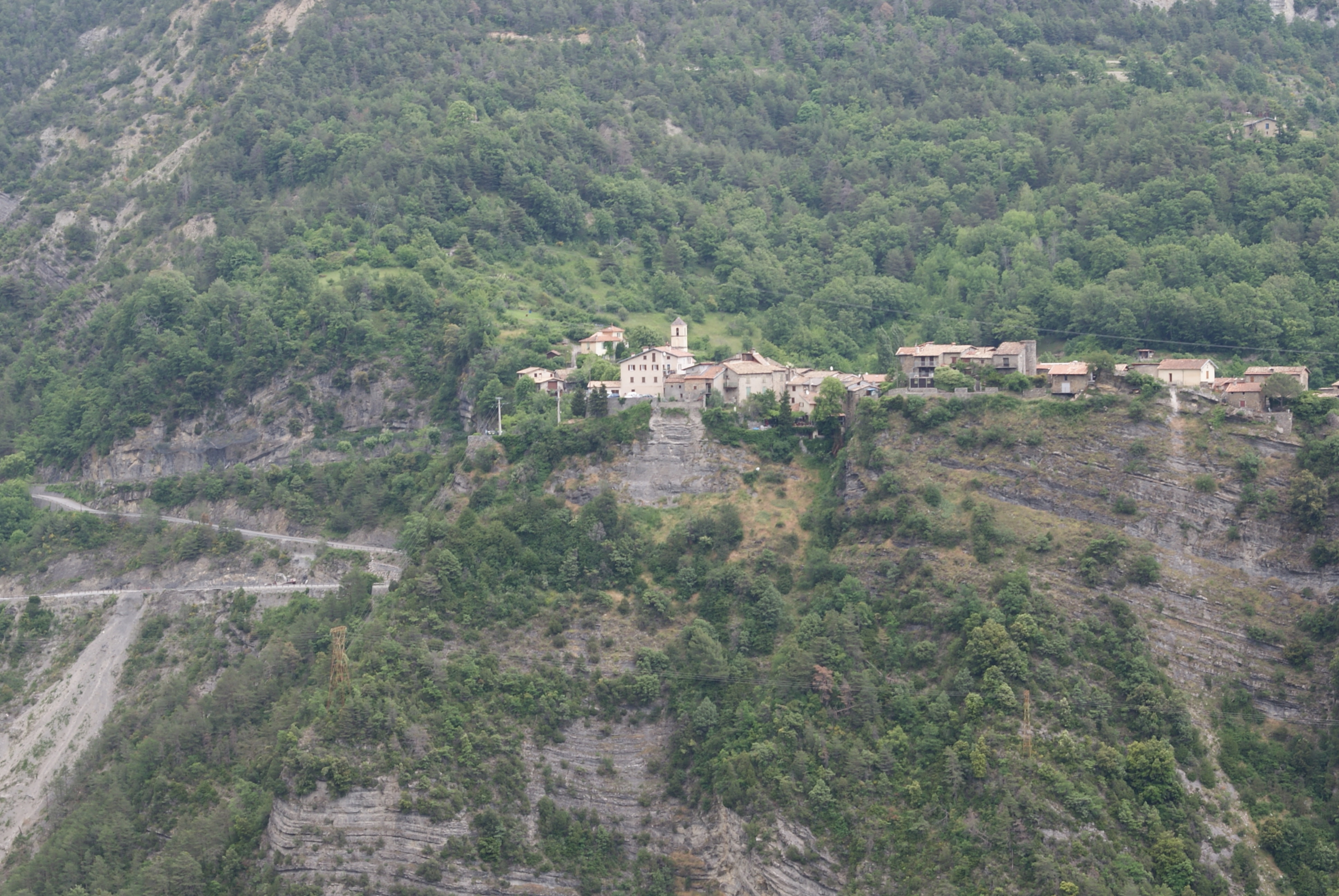
Village de Marie.

La commune est intégrée dans le plan local d'urbanisme métropolitain approuvé le 25 octobre 2019.

### Typologie
Au 1er janvier 2024, Marie est catégorisée commune rurale à habitat très dispersé, selon la nouvelle grille communale de densité à 7 niveaux définie par l'Insee en 2022.
Elle est située hors unité urbaine. Par ailleurs la commune fait partie de l'aire d'attraction de Nice, dont elle est une commune de la couronne,. Cette aire, qui regroupe 100 communes, est catégorisée dans les aires de 200 000 à moins de 700 000 habitants,.

### Occupation des sols
L'occupation des sols de la commune, telle qu'elle ressort de la base de données européenne d’occupation biophysique des sols Corine Land Cover (CLC), est marquée par l'importance des forêts et milieux semi-naturels (100 % en 2018), une proportion identique à celle de 1990 (100 %). La répartition détaillée en 2018 est la suivante : 
forêts (65,2 %), milieux à végétation arbustive et/ou herbacée (30,6 %), espaces ouverts, sans ou avec peu de végétation (4,2 %).
L'évolution de l’occupation des sols de la commune et de ses infrastructures peut être observée sur les différentes représentations cartographiques du territoire : la carte de Cassini (XVIIIe siècle), la carte d'état-major (1820-1866) et les cartes ou photos aériennes de l'IGN pour la période actuelle (1950 à aujourd'hui).

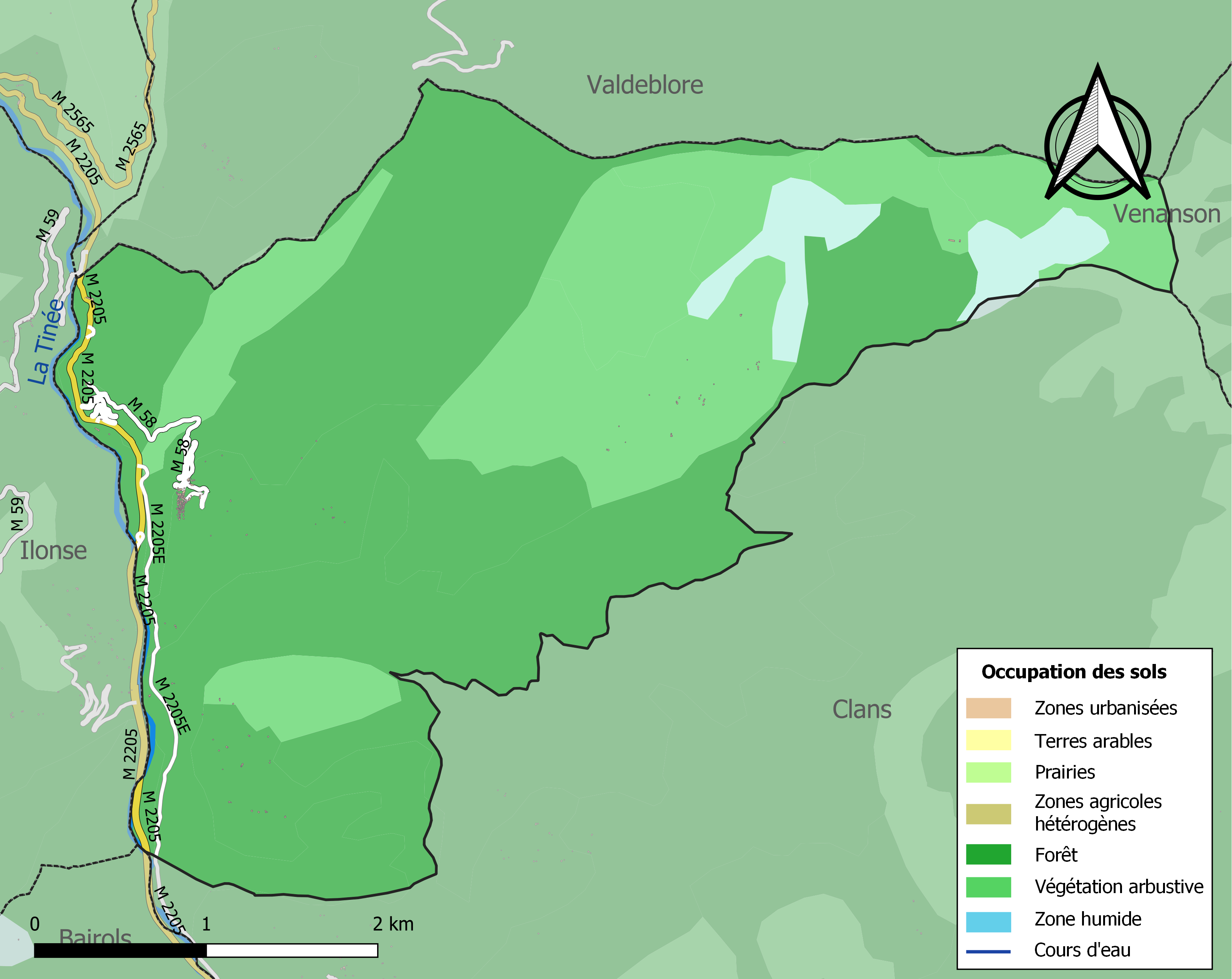
Carte de l'occupation des sols de la commune en 2018 (CLC).

## Population et société

### Démographie

#### Évolution démographique
L'évolution du nombre d'habitants est connue à travers les recensements de la population effectués dans la commune depuis 1793. Pour les communes de moins de 10 000 habitants, une enquête de recensement portant sur toute la population est réalisée tous les cinq ans, les populations de référence des années intermédiaires étant quant à elles estimées par interpolation ou extrapolation. Pour la commune, le premier recensement exhaustif entrant dans le cadre du nouveau dispositif a été réalisé en 2004.

En 2022, la commune comptait 103 habitants, en évolution de −0,96 % par rapport à 2016 (Alpes-Maritimes : +2,85 %, France hors Mayotte : +2,11 %).
| 1793 | 1800 | 1806 | 1822 | 1838 | 1848 | 1858 | 1861 | 1866 |
| ---- | ---- | ---- | ---- | ---- | ---- | ---- | ---- | ---- |
| 301  | 194  | 209  | 253  | 284  | 267  | 314  | 254  | 271  |

| 1872 | 1876 | 1881 | 1886 | 1891 | 1896 | 1901 | 1906 | 1911 |
| ---- | ---- | ---- | ---- | ---- | ---- | ---- | ---- | ---- |
| 247  | 230  | 255  | 225  | 229  | 236  | 219  | 206  | 179  |

| 1921 | 1926 | 1931 | 1936 | 1946 | 1954 | 1962 | 1968 | 1975 |
| ---- | ---- | ---- | ---- | ---- | ---- | ---- | ---- | ---- |
| 147  | 225  | 156  | 130  | 82   | 72   | 75   | 50   | 44   |

| 1982 | 1990 | 1999 | 2004 | 2006 | 2009 | 2014 | 2019 | 2022 |
| ---- | ---- | ---- | ---- | ---- | ---- | ---- | ---- | ---- |
| 50   | 64   | 50   | 78   | 83   | 84   | 109  | 106  | 103  |

### Enseignement
Établissements d'enseignements :
- École maternelle et primaire à Saint-Sauveur-sur-Tinée[27],[28],
- Collège à Saint-Sauveur-sur-Tinée[29].
- Lycée à Valdeblore.

### Santé
Professionnels et établissements de santé :
- Médecins à Saint-Dalmas de Valdeblore, Saint-Martin-Vésubie,
- Pharmacies à Saint-Martin-Vésubie, Roquebillière, Lantosque,
- Hôpitaux à Saint-Étienne-de-Tinée, Saint-Martin-Vésubie, Villars-sur-Var.

### Cultes
- Culte catholique, Paroisse Notre-Dame de la Tinée[31], Diocèse de Nice.

## Économie

### Entreprises et commerces

#### Agriculture
- Châtaigneraies et oliveraies.
- Élevages.

#### Tourisme
- Gîte Ty Jean[32].
- Chambres d'hôtes[33].

#### Commerces
- Les saveurs de l'Oustal : confitures, huile, miel et apéritifs artisanaux.
- Il Gatto Verde : restaurant italien situé au hameau de La Bolinette.

## Culture locale et patrimoine

### Lieux et monuments

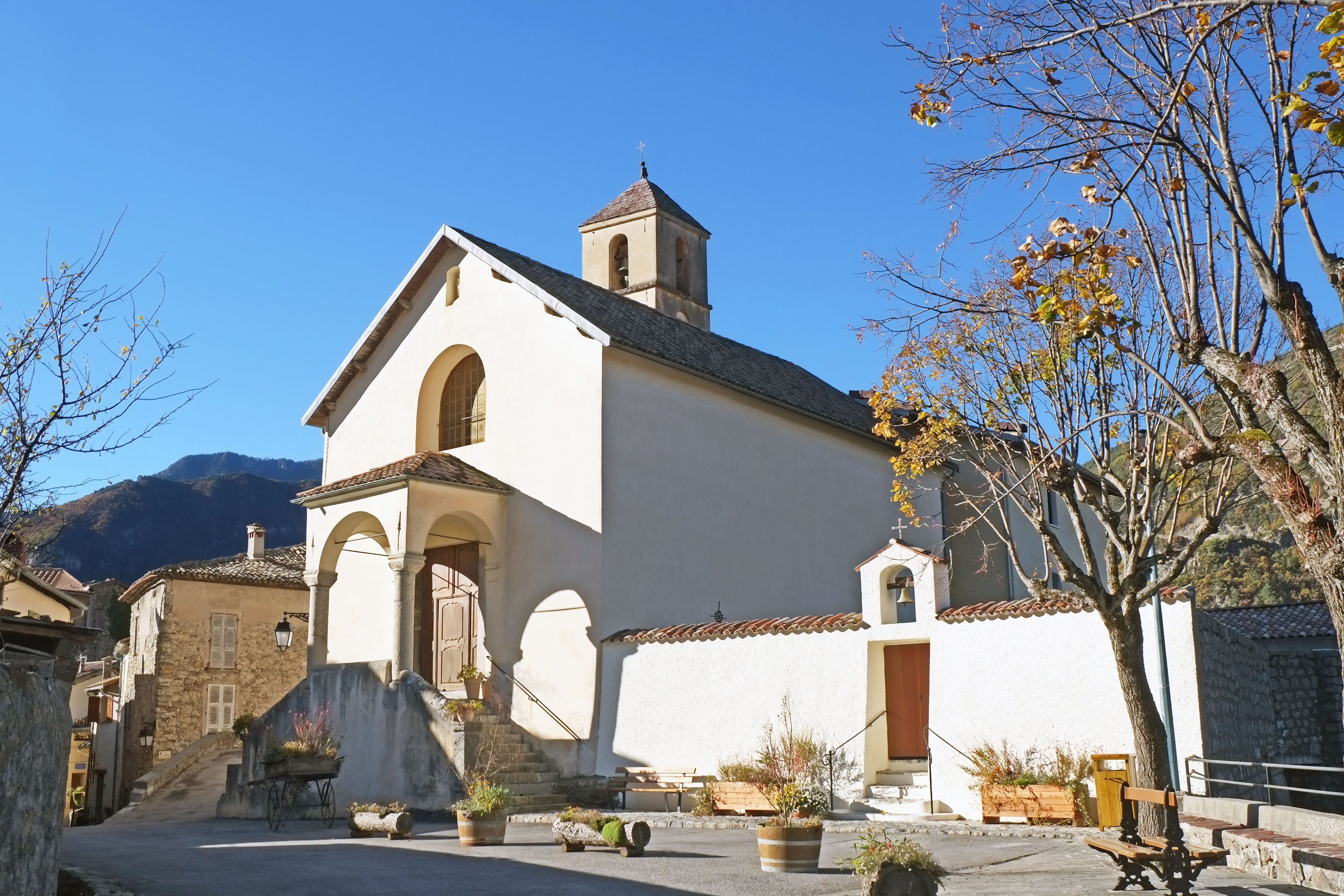
L'église Saint-Pons de Marie.

Le patrimoine religieux :
- Église Saint-Pons[34], dédiée à saint Pons, martyrisé à Cimiez en l'an 257 : elle date du XVIIe siècle avec l’ajout du porche au XVIIIe siècle. Le sol de la nef est légèrement en pente. Elle possède une toile de J. Rocca représentant Jésus entre saint Joseph et Marie-Madeleine, une toile du Rosaire et une statue polychrome de la Vierge Marie du XVIIIe siècle[35], pièce maîtresse de l’église. En bois d'olivier sculpté, elle pèse plus de quatre cents kilogrammes. Elle a été sculptée à Gênes, acheminée à Nice par bateau et transportée à dos d’hommes jusqu’au village de Marie. Le 13 septembre 1777, plus de cinq mille personnes sont venues assister à la bénédiction de la statue[36],[37],[38].
- La chapelle Saint-Roch, située à cinq minutes à pied du village sur l'ancienne voie royale[39].
- La chapelle Sainte-Anne-d'Ullion, située à une heure et trente minutes de marche, proche des anciennes campagnes[40].
- Les restes de la chapelle[41] Saint-Ferréol[42].
- Monuments commémoratifs[43].

Autres patrimoines :
- Le Portal ou porte féodale à arc ogival, les restes du château médiéval[44] fortement remanié aux XVIIe et XXe siècles[45],
- Le four à pain communal[46],
- le moulin à huile 1890-1921[47],
- les fontaines et lavoirs.

### Héraldique
| Blason de Marie | Blason  | De gueules à l'étoile de seize rais d'or chargée d'une tour du champ ouverte et ajourée d'or. |
| Blason de Marie | Détails | Le statut officiel du blason reste à déterminer.                                              |

## Personnalités liées à la commune
- Jean-Baptiste Pierlas, né le 25 octobre 1737 à Ilonse. Il est affecté comme prêtre à l'église Saint-Pons de Marie le 9 novembre 1770 et le restera jusqu'à son décès quarante-cinq ans plus tard, le 31 janvier 1816. Ses principales réalisations furent :
  - le déplacement du cimetière ;
  - le déplacement de la chapelle Saint-Roch qui remplacera la chapelle Saint-Pierre ;
  - la désacralisation et l'abandon de la chapelle Saint-Ferréol ;
  - le changement de vocable de la Madone d'Ullion en chapelle Sainte-Anne ;
  - l'achat de la statue de la Vierge ;
  - l'abandon de la fête des saints patrons Abdon et Sennen au profit de celle de la Vierge Marie.
- Père Anselme Barin, juste parmi les nations[49].